# 皮雅科夫卡
皮西亞科夫卡（羅馬化：Pisʼyakovka；常譯皮雅科夫卡）是俄羅斯特维尔州卡申區的一個村莊，卡申市中心位於其東北2公里。1889年，當地有25户人家共125名居民，他們主要從事农业、裁缝、制靴以及木雕製作。1997年，當地有201名居民。